# 黒姫村
黒姫村（くろひめむら）は、かつて新潟県刈羽郡にあった村。

## 沿革
- 1956年（昭和31年）9月30日 - 刈羽郡上条村、野田村、鵜川村が合併して、黒姫村が発足。
- 1957年（昭和32年）4月1日 - 大字上条、宮之窪、山口、佐水、芋川、古町、小田山新田を分離し、柏崎市に編入。
- 1968年（昭和43年）11月1日 - 柏崎市に編入され消滅。